# بطولة أمريكا المفتوحة 1996 - الزوجي المختلط
في بطولة أمريكا المفتوحة 1996 - الزوجي المختلط فاز كل من ليزا ريموند وباتريك غالبريث على مانون بوليجراف وريك ليتش في المباراة النهائية بنتيجة 7–6 (8–6)، 7–6 (7–4).

## التوزيع
1. لاريسا نيلاند /  مارك وودفورد (الجولة الثانية)
2. هيلينا سيكوفا /  سيريل سوك (ربع النهائي)
3. ليزا ريموند /  باتريك غالبريث (البطولة)
4. مانون بوليجراف /  ريك ليتش (النهائي)
5. ايرينا سبيرليا /  ليبور بيميك (الجولة الأولى)
6. كارولين فيس /  بايرون تالبوت (ربع النهائي)
7. ريناي ستابس /  جوشوا إيغل (ربع النهائي)
8. لوري ماكنيل /  مارك كيل (الجولة الأولى)

## المباريات

### مفتاح
- Q = متأهل Qualifier
- WC = وايلد كارد Wild Card
- LL = خاسر محظوظ Lucky Loser
- Alt = بديل Alternate
- SE = Special Exempt
- PR = تصنيف محمي Protected Ranking
- w/o = فوز سهل Walkover
- r = انسحاب Retired
- d = Defaulted
- SR = Special ranking
- ITF = ITF entry
- JE = Junior exempt

### النهائي
| النهائي |                            |    |    |  |
|         |                            |    |    |  |
|         |                            |    |    |  |
| 4       | مانون بوليجراف ريك ليتش    | 6  | 64 |  |
| 3       | ليزا ريموند باتريك غالبريث | 78 | 7  |  |